# Vůz BDsee454 ČD
Vozy řady BDsee454 (určené pouze pro vnitrostátní provoz a číslované v intervalu 50 54 82-46) jsou řadou osobních vozů se služebním oddílem provozované Českými drahami. Vozy vznikly částečnou rekonstrukcí původních vozů BDs450 v letech 2009–2012 v MOVO Plzeň.

## Technický popis
Jsou to neklimatizované vozy se skříní typu UIC-Y o celkové délce 24 500 mm. Mají podvozky Görlitz V (vozy z let 1974–1976) nebo Görlitz Va (vozy z roku 1981), shodně vybavené špalíkovými brzdami. Jejich nejvyšší povolená rychlost je 140 km/h.
Do vozů byl při rekonstrukci dosazen centrální zdroj energie (CZE), byly přečalouněny sedačky a upraveno spouštění vody do umyvadel. Vozy dostaly nový nátěr shodný s nátěrem vozů Bmto292.
Nástupní dveře těchto vozů jsou zalamovací, mezivozové přechodové jsou manuálně posuvné do strany. Vozy mají polospouštěcí okna.
Vůz je půdorysně rozdělen na dvě poloviny – služení oddíl (dělící se na kabinu pro vlakovou četu a prostor pro přepravu zavazadel vybavený háky pro přepravu kol) a prostor pro cestující. Ve služebním oddíle je k dispozici služba „Úschova během přepravy“, a nejčastěji je využíván pro přepravu zavazadel, jízdních kol, případně i dětských kočárků. Mimo to může být využit i pro přepravu tělesně postižených osob, ale vůz pro ně není nijak uzpůsoben. Chodbička přes služební část vlaku je průchozí i pro cestující veřejnost.
V prostoru pro cestující se nachází pět oddílů, každý se dvěma čtyřmístnými lavicemi potaženými látkou. Celkem je zde 40 míst k sezení.
Původní nátěr těchto vozů byl modro-šedý s červenými dveřmi, nověji je nátěr proveden modře v korporátním stylu Českých drah od studia Najbrt.

## Provoz
Vozy šlo potkat na osobních vlacích na Vysočině spolu s vozy Bdmteeo294. Po dodání jednotek RegioPanter byly 4 vozy přesunuty do Jihočeského kraje, kde jezdí převážně na trati Rybník – Lipno nad Vltavou nebo jako záloha za elektrické jednotky RegioPanter.
V roce 2023 byl první vůz odstaven po požáru, později bylo odstaveno dalších 7 vozů, všechny v Havlíčkově Brodu. V provozu jsou tedy jen 4 jihočeské vozy.